# Rivalidad Sharápova-V. Williams

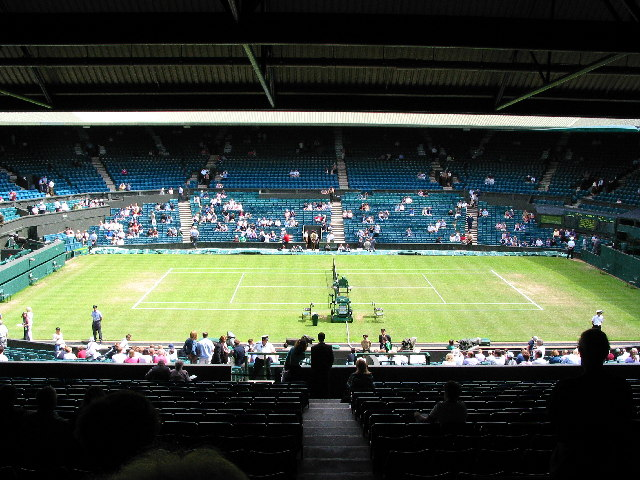
Cancha central de Campeonato de Wimbledon, lugar que ha visto los choques entre María Sharápova y Venus Williams en el 2005 y 2007

La Rivalidad Sharápova-V. Williams es aquella que se da entre dos tenistas profesionales, María Sharápova de Rusia y Venus Williams de Estados Unidos. Actualmente es una de las grandes rivalidades en el tenis. Ellas han jugado entre sí en partidos oficiales 8 veces, la más reciente en la Tercera Ronda del Abierto de Australia 2013, y Sharápova lidera esta serie de ya 10 años por 5-3.
La particularidad de esta rivalidad es que ambas son Campeonas de Grand Slam y ambas fueron N° 1 del Mundo en el Ranking de la WTA en la modalidad de Individuales, además de que ambas son campeonas del Campeonato de Wimbledon y del Abierto de los Estados Unidos.
En sus enfrentamientos en canchas duras al aire libre Sharápova lidera por 4-1, mientras que Venus Williams lidera por 2-0 en canchas de césped; siendo María Sharápova la que lidera por 1-0 en canchas de polvo de ladrillo. Con la particularidad de que Venus lidera por 2-1 en sus enfrentamientos en Torneos de Grand Slam, ambas victorias de la americana se dieron en el Campeonato de Wimbledon, mientras que Sharápova obtuvo la victoria en el Abierto de Australia.
Un dato aun mucho más particular entre estos enfrentamientos es que Venus Williams nunca ha estado al frente de esta rivalidad, lo máximo que consiguió es haber empatado la serie.

## Historial

### 2004-2005

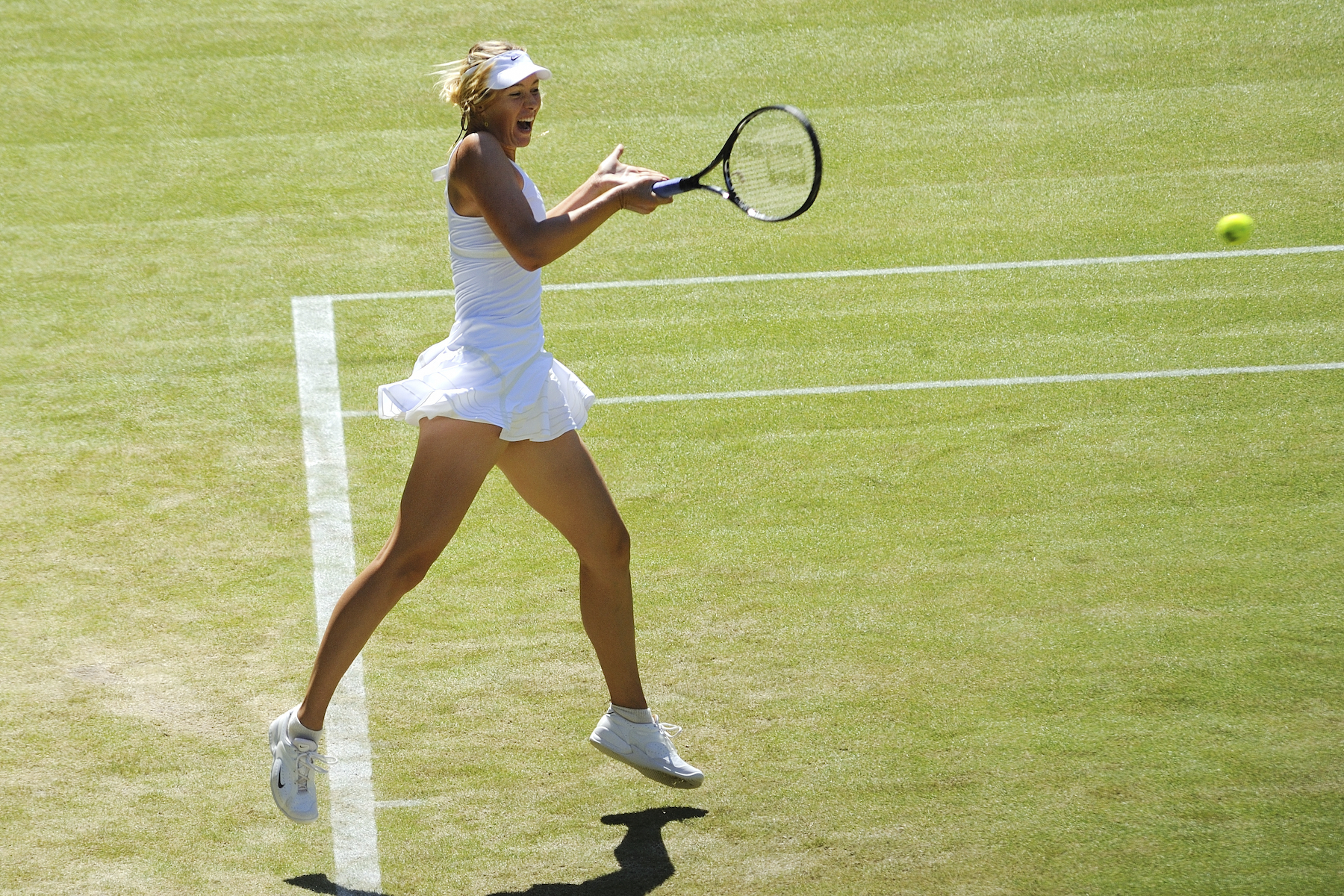
María Sharápova ganó dos de los tres partidos que jugó ante Venus Williams entre 2004 a 2005.

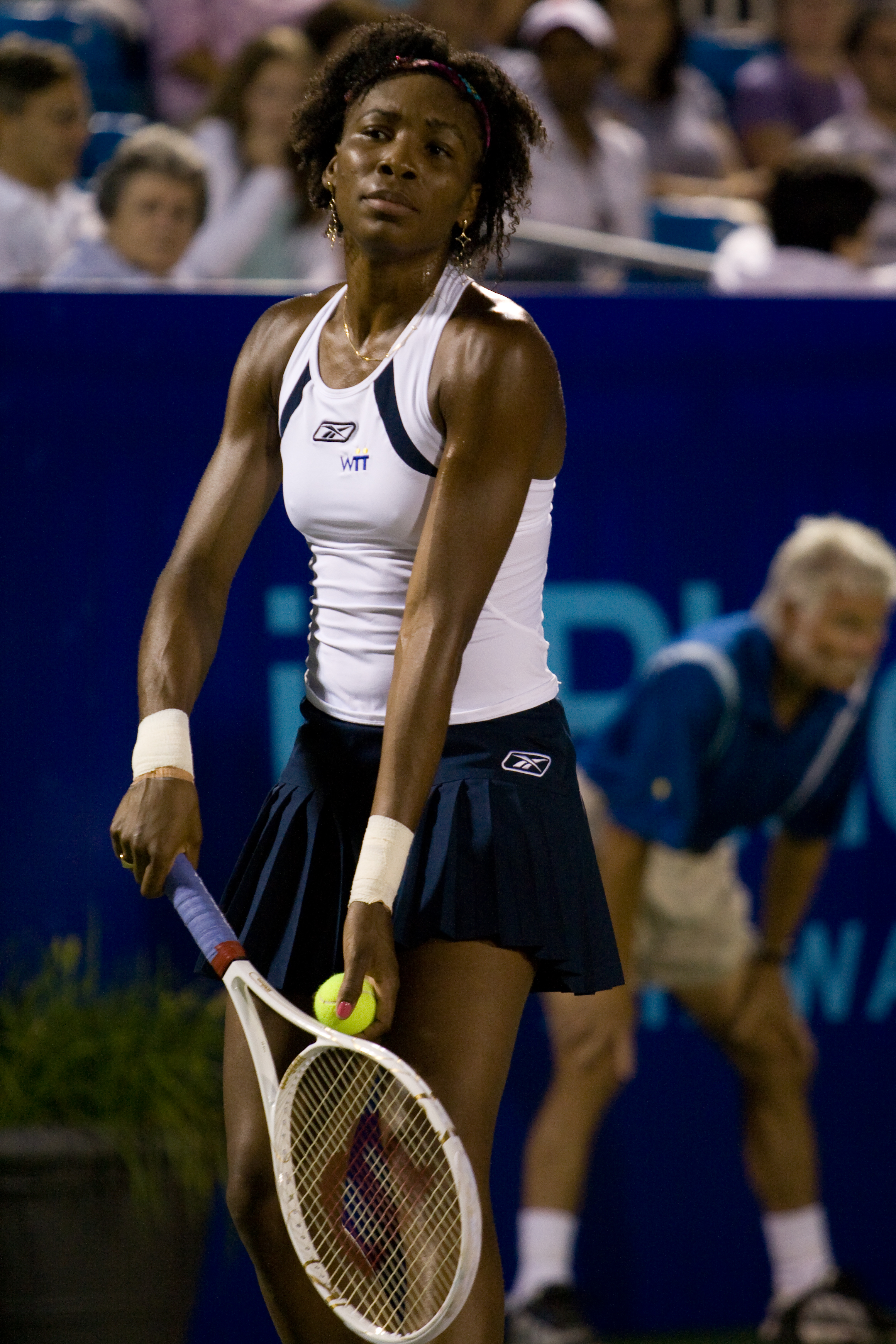
Venus Williams se quita la espina ante Sharápova al vencerla en Wimbledon 2005 en semifinales, para terminar ganando el título.

Venus y Sharápova se enfrentaron por primera vez en octubre del 2004 en los cuartos de final del Zúrich Open con una María Sharápova de tan solo 17 años que se había alzado como campeona anteriormente en el Campeonato de Wimbledon 2004 llegando como N° 7 del Mundo, batió a la multicampeona de Wimbledon Venus Williams por un contundente 6-3, 6-4; avisando al mundo de que la nueva gran estrella del tenis femenino ya estaba aquí.
María Sharápova vuelve a imponerse nuevamente a la mayor de las hermanas Williams, al vencerla nuevamente en marzo del 2005 en el NASDAQ-100 Open en las Semifinales nuevamente por un marcador algo cómodo de 6-4, 6-3 frustrando a la mayor de las Williams por segunda vez consecutiva.
El último enfrentamiento que tuvieron en el año 2005 se dio en el Campeonato de Wimbledon en la ronda de Semifinales, lugar al que María Sharápova llegaba como la Campeona Defensora, en este partido el cual fue muy dramático especialmente por la calidad de tenis y los grandes gritos de las protagonistas quedando en una victoria muy peleada especialmente en el primer set, por 7-6,(7-2) 6-1 para la posteriormente virtual Campeona del torneo la norteamericana Venus Williams, sería su último enfrentamiento hasta el que pasaría en 2007.

### 2007-2009

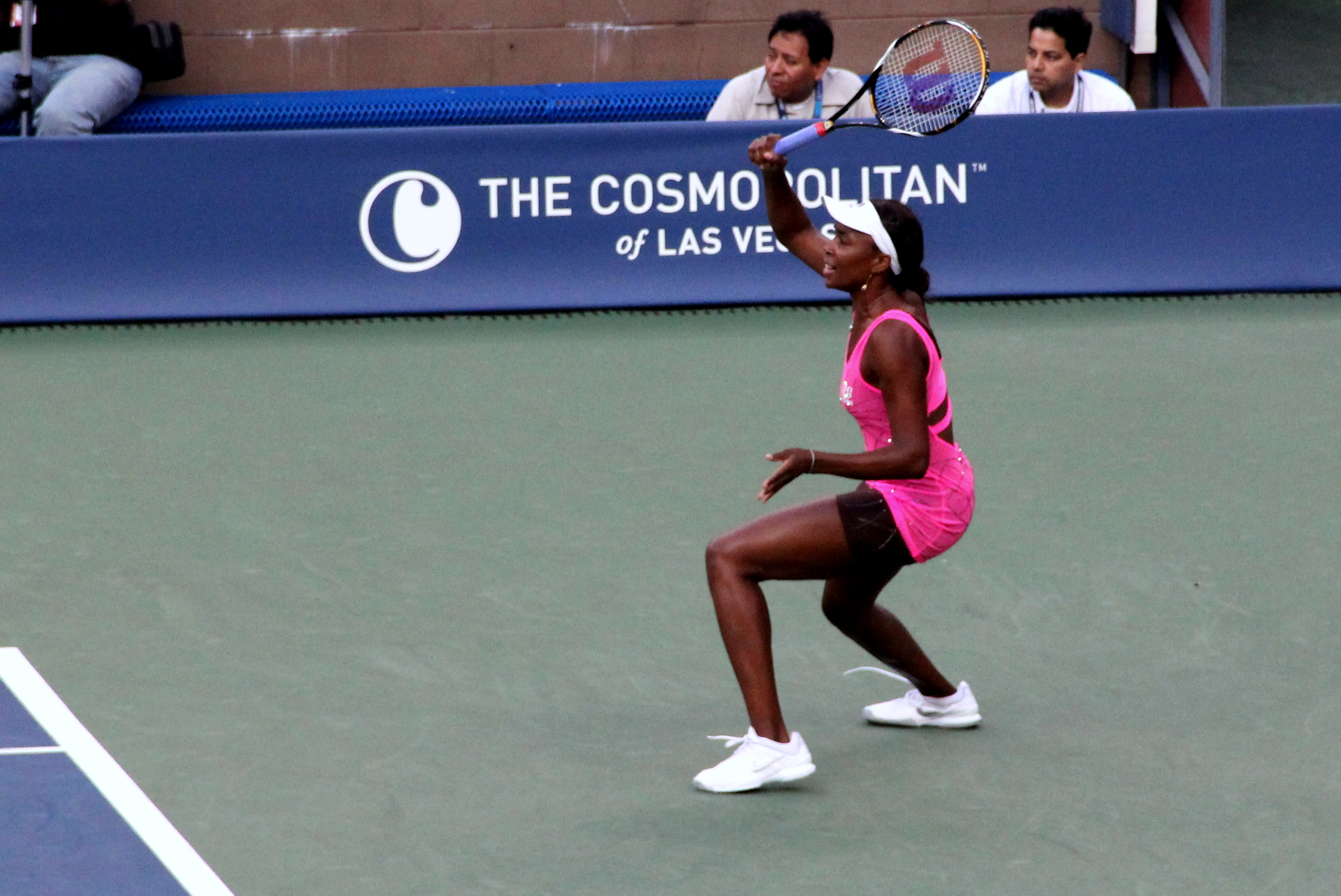
Venus Williams ganaría dos de los siguientes tres enfrentamientos entre 2007 y 2009 sobre Sharápova.

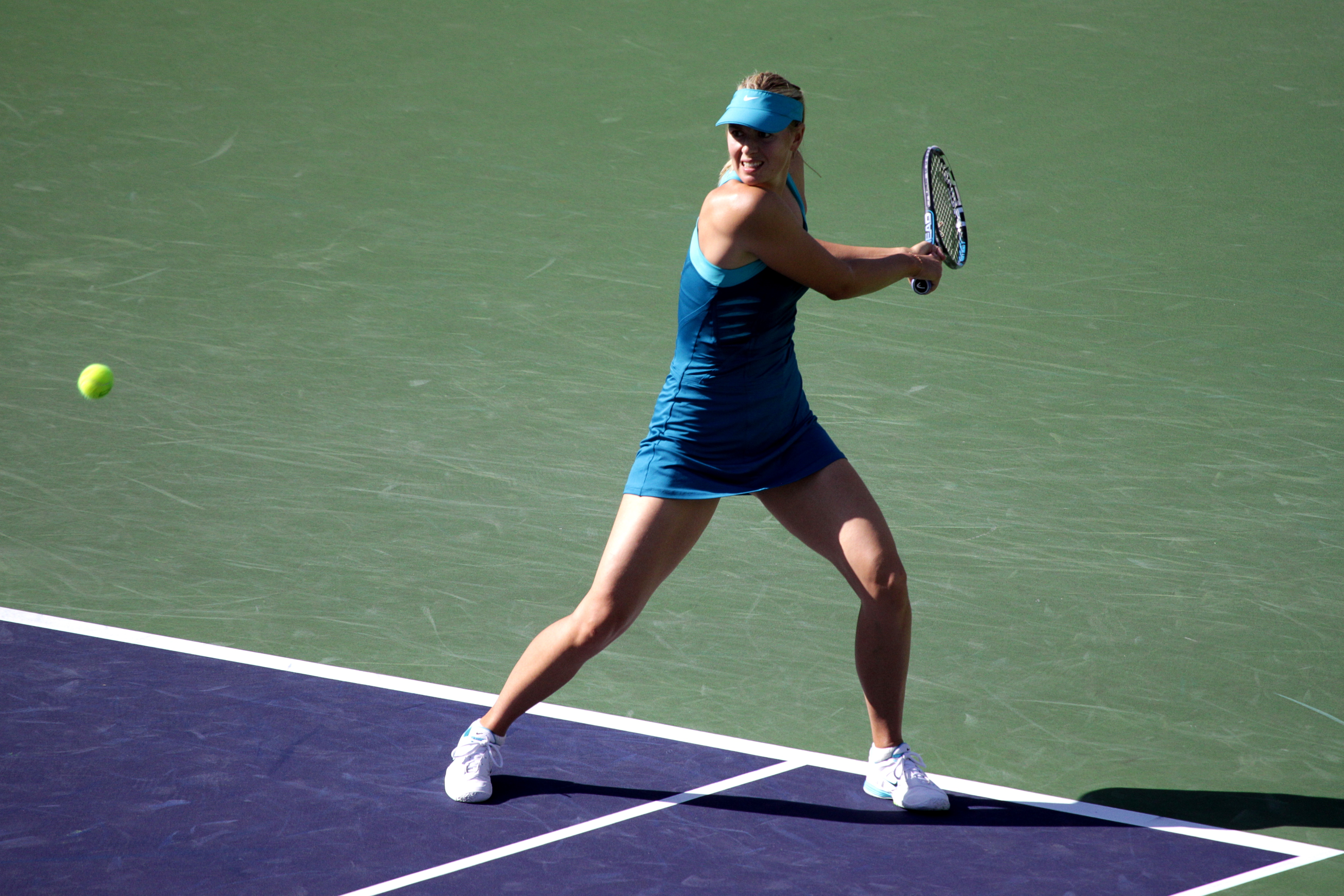
María Sharápova ganaría el primer enfrentamiento sobre Venus Williams entre 2007 a 2009, nuevamente en Miami.

La primera batalla que tienen durante este intervalo del 2007 al [[Torneos WTA en 2009]2009]], fue por segunda vez en Miami lugar en dónde María Sharápova, llegaba como la N° 2 del Mundo mientras que Venus Williams ingresaba al torneo como la N° 39 del Mundo, terminarían cruzándose en la Tercera ronda, en un partido sumamente cerrado, en el que María terminaría imponiéndose en tres sets por 2-6, 6-2, 7-5.
El segundo partido en el que se enfrentaron en 2007 fue en el Campeonato de Wimbledon en donde María seguía con el ranking de N° 2 del Mundo, mientras que Venus era la N° 31 del mundo; terminarían enfrentándose en la Cuarta Ronda del torneo en donde Venus Williams terminaría imponiéndose cómodamente por 6-1, 6-3; victoria que lograría en camino a ganar su Sexto título de Grand Slam; hasta ahí los enfrentamientos en Mayors quedaron 2-0 a favor de Venus Williams con la particularidad de que ambos fueron en Wimbledon y que la ganadora de dichos encuentros terminaría ganado el título.
La última batalla que se presenta entre ellas entre estos años se da en el 2009, en el Bank of the West Classic que pertenecía a la nueva organización de los Torneos WTA como un Torneo Premier, lugar al que llegaban por distintas condiciones, con una Sharápova que volvía de su lesión de hombro derecho, que la hizo retroceder en el ranking hasta el N° 62 del mundo, mientras que Venus había vuelto a su mejor forma hasta el N° 3 del mundo; terminarían enfrentándose en los cuartos de final con victoria clara para Venus Williams por 6-2, 6-2.

### 2012-2013

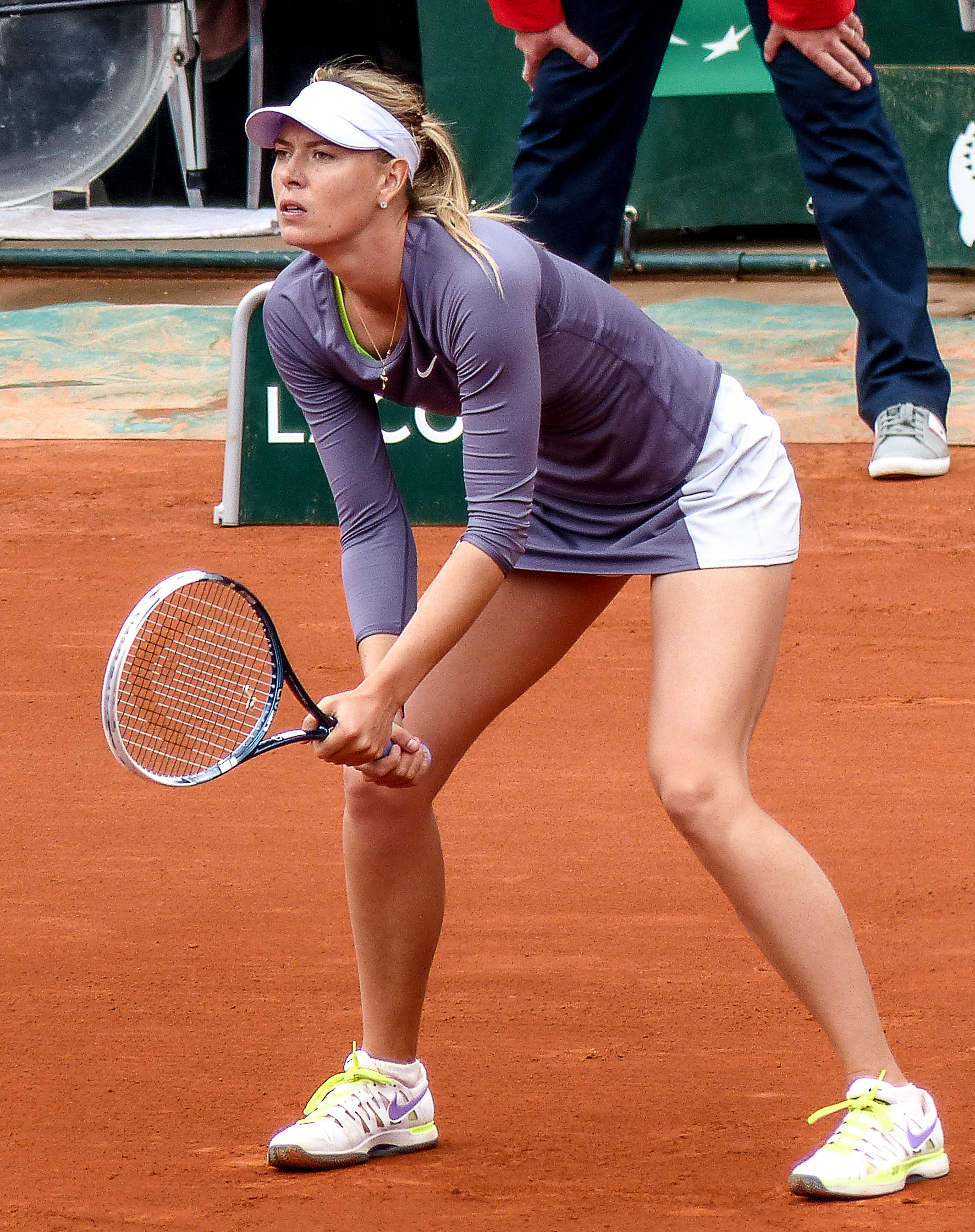
Sharápova terminaría cerrando el historial entre ellas 5-3 a su favor con triunfo en los dos últimos enfrentamientos.

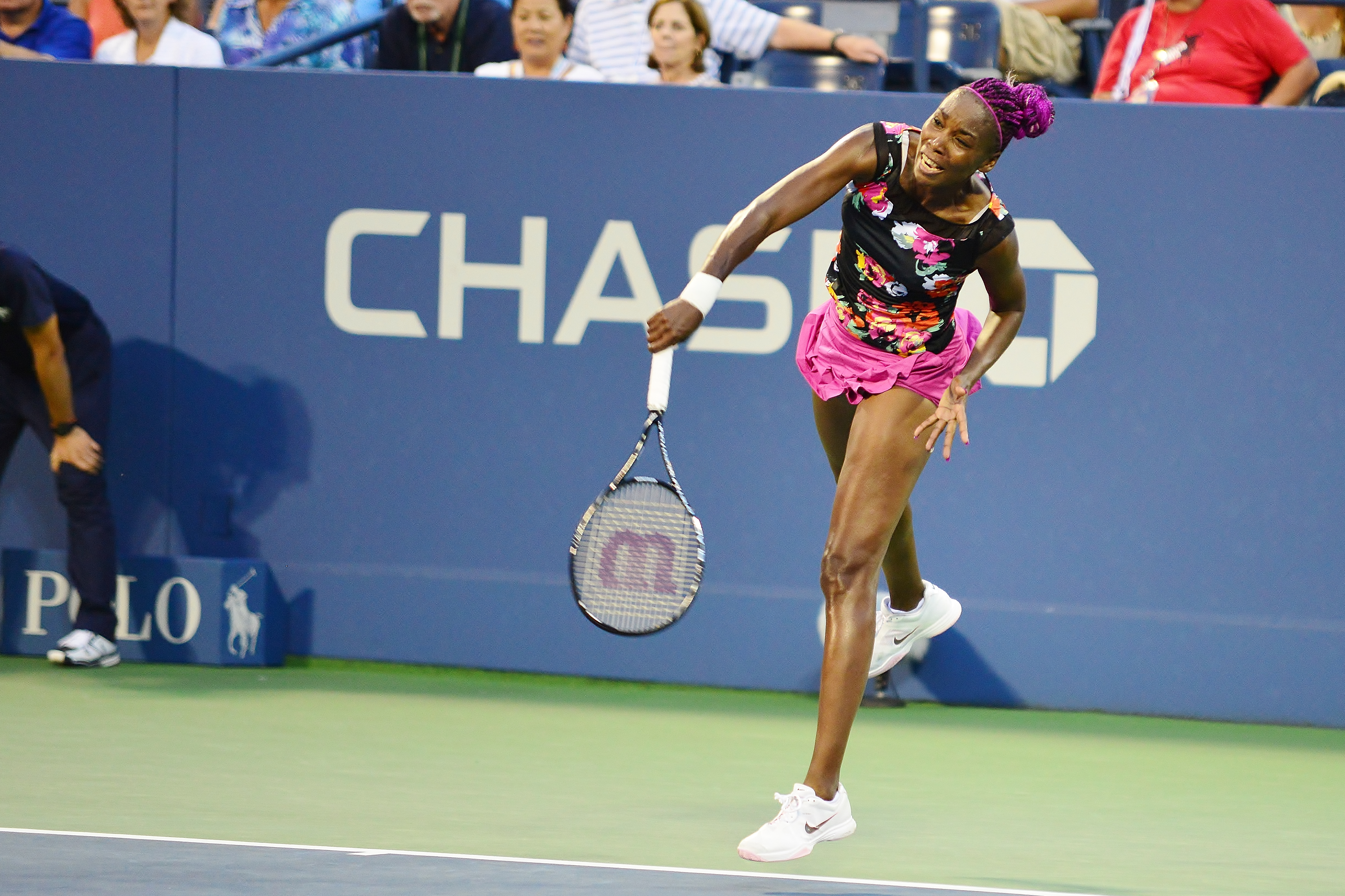
Venus Williams, no lograría arrebatarle ni un set a María Sharápova, en sus dos últimos choques.

María Sharápova y Venus Williams, vuelven a verse las caras nuevamente en el 2012  en el Internazionali BNL d'Italia, en donde María llegaba como la N° 2 del Mundo mientras que Venus ingresaba al torneo como la N° 63 del Mundo, con la particularidad de que fue la primera vez que se vieron las caras en una pista de tierra batida en cuartos de final; Sharápova terminaría imponiéndose en dos parciales por un cómodo 6-4, 6-3; lugar en donde volvería a alzar el título por Segundo año consecutivo.
La última de las batallas protagonizadas durante este periodo fue la que se protagonizó en el Australian Open en donde Sharápova aun mantenía el N° 2 del mundo, mientras que Venus Williams llegaba como la N° 26, este se dio en la Tercera ronda, en donde María Sharápova, se impuso por un contundente 6-1, 6-3; siendo esta su primera victoria sobre Venus en un Torneo de Grand Slam.

## Análisis

### Aspectos Significantes
La rivalidad de María Sharápova con Venus Williams, es una de las grandes rivalidades en la actualidad, particularmente ya que fueron dos de las cinco tenistas que dominaron el tenis femenino durante la década de los 2000 (las otras son Serena Williams, Justine Henin y Kim Clijsters), siendo ambas Multicampeonas de títulos de Grand Slam. 
Venus Williams es 7 veces campeona de títulos de Grand Slam siendo 5 de estos los conseguidos en las ediciones 2000, 2001, 2005, 2007 y 2008 en el Campeonato de Wimbledon y dos veces campeona en el Abierto de los Estados Unidos en las ediciones del 2000 y el 2001. 
María Sharápova por su parte consiguió ganar el Grand Slam en su Carrera, al ganar una vez cada uno de los títulos de Grand Slam, el Campeonato de Wimbledon 2004, el Abierto de los Estados Unidos 2006, el Abierto de Australia 2008 y el Torneo de Roland Garros 2012.
Ambas son ex-N° 1 del Mundo, Sharápova estuvo al mando de la clasificación durante 21 semanas y Venus durante otras 11 semanas, y ambas salieron Campeonas en el Torneo de Campeonas, Sharápova en la edición del 2004 y Venus en la del 2008.
Se han enfrentado en casi todas las superficies a excepción de tierra batida cubierta, siendo Sharápova la que lidera el historial por 5-3, pero Venus lidera por 2-1 en los enfrentamientos en Torneos de Grand Slam.
Esta rivalidad se inicia cuando Sharápova tenía apenas 17 años y Venus ya contaba con 24 años de edad, en el Zúrich Open, siendo María Sharápova la que lidera los enfrentamientos en canchas duras por 4-1, siendo 3-1 en canchas duras al aire libre y por 1-0 en canchas duras cubiertas.
En los enfrentamientos en canchas de tierra batida la rusa también comanda el marcador al imponerse en la única vez que se enfrentaron en esta superficie, en el Internazionali BNL d'Italia, en dónde terminaría quedándose con el título.
Pero en los enfrentamientos protagonizados en canchas de Césped la clara dominadora es Venus Williams al vencer por 2-0 en historial sobre la rusa con la particularidad que ambas victorias fueron en Wimbledon y la ganadora terminaba llevándose el título de Campeona del torneo.

### Detalles del Frente a Frente
La siguiente lista es un resumen del historial entre ambas jugadoras:
- Historial: Sharápova, 5-3.
- Finales: Ninguna, 0–0.

- Partidos en Grand Slam: V. Williams, 2-1.
  - Australian Open: Sharápova, 1–0.
  - Roland Garros: No se han Enfrentado aún.
  - Wimbledon: V. Williams, 2–0.
  - US Open: No se han Enfrentado aún.
- Finales de Grand Slam: No se han Enfrentado.

- Partidos en el WTA Tour Championships: Ninguna, 0–0.
- Finales en el WTA Tour Championships: Ninguna, 0–0.

- Partidos en torneos WTA Premier Mandatory y/o WTA Tier I: Sharápova, 3–0.
- Finales en torneos WTA Premier Mandatory y/o WTA Tier I: Ninguna, 0–0.

- Partidos en torneos WTA Premier 5 y/o WTA Tier II: Sharápova, 1–0.
- Finales en torneos WTA Premier 5 y/o WTA Tier II: Ninguna, 0–0.

- Partidos en torneos WTA Premier y/o WTA Tier III: V. Williams, 1–0.
- Finales en torneos WTA Premier y/o WTA Tier III: Ninguna, 0–0.

- Partidos en torneos WTA International y/o WTA Tier IV y V: Ninguna, 0–0.
- Finales en torneos WTA International y/o WTA Tier IV y V: Ninguna, 0–0.

- Partidos al mejor de tres sets: Sharápova, 5-3.
- Outdoor: Sharápova, 4-3.
- Indoor: Sharápova, 1-0.

### Resultados en cada superficie
- Tierra batida: Sharápova, 1–0.
- Dura: Sharápova, 4–1.
  - Outdoor: Sharápova, 3–1.
  - Indoor: Sharápova, 1–0.
- Césped: V. Williams, 2–0.

| rowspan=2 style=width:160px | Dura (o)    | Dura (o)  | Tierra batida | Tierra batida | Césped      | Césped    | Dura (i)    | Dura (i)  | Total       | Total |
| Sharápova                   | V. Williams | Sharápova | V. Williams   | Sharápova     | V. Williams | Sharápova | V. Williams | Sharápova | V. Williams |       |
| --------------------------- | ----------- | --------- | ------------- | ------------- | ----------- | --------- | ----------- | --------- | ----------- | ----- |
| Australian Open             | 1           | 0         |               |               |             |           |             |           | 1           | 0     |
| Wimbledon                   |             |           |               |               | 0           | 2         |             |           | 0           | 2     |
| Miami                       | 2           | 0         |               |               |             |           |             |           | 2           | 0     |
| Zúrich                      |             |           |               |               |             |           | 1           | 0         | 1           | 0     |
| Roma                        |             |           | 1             | 0             |             |           |             |           | 1           | 0     |
| Stanford                    | 0           | 1         |               |               |             |           |             |           | 0           | 1     |
| Total                       | 3           | 1         | 1             | 0             | 0           | 2         | 1           | 0         | 5           | 3     |

## Lista de partidos
| Leyenda (2004–2008)    | Leyenda (2009–presente) | V. Williams | Sharápova |
| ---------------------- | ----------------------- | ----------- | --------- |
| Grand Slam             | Grand Slam              | 2           | 1         |
| WTA Tour Championships | WTA Tour Championships  | 0           | 0         |
| WTA Tier I             | WTA Premier Mandatory   | 0           | 3         |
| WTA Tier II            | WTA Premier 5           | 0           | 1         |
| WTA Tier III           | WTA Premier             | 1           | 0         |
| WTA Tier IV y V        | WTA International       | 0           | 0         |
| Fed Cup                | Fed Cup                 | 0           | 0         |
| Juegos Olímpicos       | Juegos Olímpicos        | 0           | 0         |
| Total                  | Total                   | 3           | 5         |

### Individuales
V. Williams–Sharápova (3-5)
| N.º | Año  | Torneo               | Superficie    | Ronda | Ganadora    | Resultado     | Sets | V. Williams | Sharápova |
| --- | ---- | -------------------- | ------------- | ----- | ----------- | ------------- | ---- | ----------- | --------- |
| 1.  | 2004 | Zúrich               | Dura (i)      | CF    | Sharápova   | 6–3, 6–4      | 2/3  | 0           | 1         |
| 2.  | 2005 | Miami                | Dura          | SF    | Sharápova   | 6-4, 6-3      | 2/3  | 0           | 2         |
| 3.  | 2005 | Wimbledon            | Césped        | SF    | V. Williams | 7-6,(7-2) 6-1 | 2/3  | 1           | 2         |
| 4.  | 2007 | Miami                | Dura          | 3R    | Sharápova   | 2–6, 6–2, 7-5 | 3/3  | 1           | 3         |
| 5.  | 2007 | Wimbledon            | Césped        | 4R    | V. Williams | 6-1, 6-3      | 2/3  | 2           | 3         |
| 6.  | 2009 | Stanford             | Dura          | CF    | V. Williams | 6-2, 6-2      | 2/3  | 3           | 3         |
| 7.  | 2012 | Roma                 | Tierra batida | QF    | Sharápova   | 6-4, 6-3      | 2/3  | 3           | 4         |
| 8.  | 2013 | Abierto de Australia | Dura          | 3R    | Sharápova   | 6–1, 6–3      | 2/3  | 3           | 5         |

## Comparación de actuaciones en Grand Slam
| G | F | SF | CF | #R | RR | C# | A | G | F-S | SF-B | NC |

- Negrita = Las jugadoras se enfrentaron durante este Torneo

### Por Año

#### 1997-2003
| Jugadora        | 1997                                    | 1997                                    | 1997                                    | 1997                                    | 1998                                    | 1998                                    | 1998                                    | 1998                                    | 1999                                    | 1999                                    | 1999                                    | 1999                                    | 2000                                    | 2000                                    | 2000                                    | 2000                                    | 2000                                    | 2001                                    | 2001                                    | 2001                                    | 2001                                    | 2002                                    | 2002                                    | 2002                                    | 2002                                    | 2003 | 2003 | 2003 | 2003 |
| --------------- | --------------------------------------- | --------------------------------------- | --------------------------------------- | --------------------------------------- | --------------------------------------- | --------------------------------------- | --------------------------------------- | --------------------------------------- | --------------------------------------- | --------------------------------------- | --------------------------------------- | --------------------------------------- | --------------------------------------- | --------------------------------------- | --------------------------------------- | --------------------------------------- | --------------------------------------- | --------------------------------------- | --------------------------------------- | --------------------------------------- | --------------------------------------- | --------------------------------------- | --------------------------------------- | --------------------------------------- | --------------------------------------- | ---- | ---- | ---- | ---- |
| Jugadora        | AUS                                     | RG                                      | WIM                                     | USO                                     | AUS                                     | RG                                      | WIM                                     | USO                                     | AUS                                     | RG                                      | WIM                                     | USO                                     | AUS                                     | RG                                      | WIM                                     | JO                                      | USO                                     | AUS                                     | RG                                      | WIM                                     | USO                                     | AUS                                     | RG                                      | WIM                                     | USO                                     | AUS  | RG   | WIM  | USO  |
| Venus Williams  | A                                       | 2R                                      | 1R                                      | F                                       | CF                                      | CF                                      | CF                                      | SF                                      | CF                                      | 4R                                      | CF                                      | SF                                      | A                                       | CF                                      | G                                       | G                                       | G                                       | SF                                      | 1R                                      | G                                       | G                                       | CF                                      | F                                       | F                                       | F                                       | F    | 4R   | F    | A    |
| María Sharápova | Ausente por estar en el Circuito Junior | Ausente por estar en el Circuito Junior | Ausente por estar en el Circuito Junior | Ausente por estar en el Circuito Junior | Ausente por estar en el Circuito Junior | Ausente por estar en el Circuito Junior | Ausente por estar en el Circuito Junior | Ausente por estar en el Circuito Junior | Ausente por estar en el Circuito Junior | Ausente por estar en el Circuito Junior | Ausente por estar en el Circuito Junior | Ausente por estar en el Circuito Junior | Ausente por estar en el Circuito Junior | Ausente por estar en el Circuito Junior | Ausente por estar en el Circuito Junior | Ausente por estar en el Circuito Junior | Ausente por estar en el Circuito Junior | Ausente por estar en el Circuito Junior | Ausente por estar en el Circuito Junior | Ausente por estar en el Circuito Junior | Ausente por estar en el Circuito Junior | Ausente por estar en el Circuito Junior | Ausente por estar en el Circuito Junior | Ausente por estar en el Circuito Junior | Ausente por estar en el Circuito Junior | 1R   | 1R   | 4R   | 2R   |

#### 2004-2010
| Jugadora        | 2004 | 2004 | 2004 | 2004 | 2004 | 2005 | 2005 | 2005 | 2005 | 2006 | 2006 | 2006 | 2006    | 2007    | 2007 | 2007 | 2007 | 2008 | 2008 | 2008 | 2008    | 2008    | 2009    | 2009 | 2009 | 2009 | 2010 | 2010 | 2010 | 2010 |
| --------------- | ---- | ---- | ---- | ---- | ---- | ---- | ---- | ---- | ---- | ---- | ---- | ---- | ------- | ------- | ---- | ---- | ---- | ---- | ---- | ---- | ------- | ------- | ------- | ---- | ---- | ---- | ---- | ---- | ---- | ---- |
| Jugadora        | AUS  | RG   | WIM  | JO   | USO  | AUS  | RG   | WIM  | USO  | AUS  | RG   | WIM  | USO     | AUS     | RG   | WIM  | USO  | AUS  | RG   | WIM  | JO      | USO     | AUS     | RG   | WIM  | USO  | AUS  | RG   | WIM  | USO  |
| Venus Williams  | 3R   | CF   | 2R   | 3R   | 4R   | 4R   | 3R   | G    | CF   | 1R   | CF   | 3R   | Ausente | Ausente | 3R   | G    | SF   | CF   | 3R   | G    | CF      | CF      | 2R      | 3R   | F    | 4R   | CF   | 4R   | CF   | SF   |
| María Sharápova | 3R   | CF   | G    | A    | 3R   | SF   | CF   | SF   | SF   | SF   | 4R   | SF   | G       | F       | SF   | 4R   | 3R   | G    | 4R   | 2R   | Ausente | Ausente | Ausente | CF   | 2R   | 3R   | 1R   | 3R   | 4R   | 4R   |

#### 2011-2014
| Jugadora        | 2011 | 2011 | 2011 | 2011 | 2012 | 2012 | 2012 | 2012 | 2012 | 2013 | 2013 | 2013 | 2013 | 2014 | 2014 | 2014 | 2014 |
| --------------- | ---- | ---- | ---- | ---- | ---- | ---- | ---- | ---- | ---- | ---- | ---- | ---- | ---- | ---- | ---- | ---- | ---- |
| Jugadora        | AUS  | RG   | WIM  | USO  | AUS  | RG   | WIM  | JO   | USO  | AUS  | RG   | WIM  | USO  | AUS  | RG   | WIM  | USO  |
| Venus Williams  | 3R   | A    | 4R   | 2R   | A    | 2R   | 1R   | 3R   | 2R   | 3R   | 1R   | A    | 2R   | 1R   |      |      |      |
| María Sharápova | 4R   | SF   | F    | 3R   | F    | G    | 4R   | F    | SF   | SF   | F    | 2R   | A    | 4R   |      |      |      |

### Por edad (Al final de la temporada)

#### 16–20
| Jugadora        | 16      | 16      | 16      | 16      | 17      | 17 | 17  | 17  | 18  | 18 | 18  | 18  | 19  | 19 | 19  | 19  | 20  | 20 | 20  | 20  |
| --------------- | ------- | ------- | ------- | ------- | ------- | -- | --- | --- | --- | -- | --- | --- | --- | -- | --- | --- | --- | -- | --- | --- |
| Jugadora        | AUS     | RG      | WIM     | USO     | AUS     | RG | WIM | USO | AUS | RG | WIM | USO | AUS | RG | WIM | USO | AUS | RG | WIM | USO |
| Venus Williams  | Ausente | Ausente | Ausente | Ausente | Ausente | 2R | 1R  | F   | CF  | CF | CF  | SF  | CF  | 4R | CF  | SF  | A   | CF | G   | G   |
| María Sharápova | 1R      | 1R      | 4R      | 2R      | 3R      | CF | G   | 3R  | SF  | CF | SF  | SF  | SF  | 4R | SF  | G   | F   | SF | 4R  | 3R  |

#### 21–25
| Jugadora        | 21  | 21 | 21  | 21      | 22      | 22 | 22  | 22  | 23  | 23 | 23  | 23  | 24  | 24 | 24  | 24  | 25  | 25 | 25  | 25  |
| --------------- | --- | -- | --- | ------- | ------- | -- | --- | --- | --- | -- | --- | --- | --- | -- | --- | --- | --- | -- | --- | --- |
| Jugadora        | AUS | RG | WIM | USO     | AUS     | RG | WIM | USO | AUS | RG | WIM | USO | AUS | RG | WIM | USO | AUS | RG | WIM | USO |
| Venus Williams  | SF  | 1R | G   | G       | CF      | F  | F   | F   | F   | 4R | F   | A   | 3R  | CF | 2R  | 4R  | 4R  | 3R | G   | CF  |
| María Sharápova | G   | 4R | 2R  | Ausente | Ausente | CF | 2R  | 3R  | 1R  | 3R | 4R  | 4R  | 4R  | SF | F   | 3R  | F   | G  | 4R  | SF  |

#### 26–30
| Jugadora        | 26  | 26 | 26  | 26      | 27      | 27 | 27  | 27  | 28  | 28 | 28  | 28  | 29  | 29 | 29  | 29  | 30  | 30 | 30  | 30  |
| --------------- | --- | -- | --- | ------- | ------- | -- | --- | --- | --- | -- | --- | --- | --- | -- | --- | --- | --- | -- | --- | --- |
| Jugadora        | AUS | RG | WIM | US0     | AUS     | RG | WIM | USO | AUS | RG | WIM | USO | AUS | RG | WIM | USO | AUS | RG | WIM | USO |
| Venus Williams  | 1R  | CF | 3R  | Ausente | Ausente | 3R | G   | SF  | CF  | 3R | G   | CF  | 2R  | 3R | F   | 4R  | CF  | 4R | CF  | SF  |
| María Sharápova | SF  | F  | 2R  | A       | 4R      |    |     |     |     |    |     |     |     |    |     |     |     |    |     |     |

#### 31–35
| Jugadora        | 31  | 31 | 31  | 31  | 32  | 32 | 32  | 32  | 33  | 33 | 33  | 33  | 34  | 34 | 34  | 34  | 35  | 35 | 35  | 35  |
| --------------- | --- | -- | --- | --- | --- | -- | --- | --- | --- | -- | --- | --- | --- | -- | --- | --- | --- | -- | --- | --- |
| Jugadora        | AUS | RG | WIM | US0 | AUS | RG | WIM | USO | AUS | RG | WIM | USO | AUS | RG | WIM | USO | AUS | RG | WIM | USO |
| Venus Williams  | 3R  | A  | 4R  | 2R  | A   | 2R | 1R  | 2R  | 3R  | 1R | A   | 2R  | 1R  |    |     |     |     |    |     |     |
| María Sharápova |     |    |     |     |     |    |     |     |     |    |     |     |     |    |     |     |     |    |     |     |

## Evolución de sus Carreras
Venus Williams es apenas 7 años mayor que María Sharápova. Venus nació el 17 de junio de 1980, mientras que Sharápova nació un 19 de abril de 1987. Se verá su progresión a través de una tabla a partir de los 16 años de cada jugadora.
| Edad al Final de la Temporada  | Edad al Final de la Temporada | 16   | 17   | 18   | 19   | 20   | 21   | 22   | 23   | 24   | 25   | 26   | 27    | 28   | 29   | 30   | 31   | 32   | 33   | 34    |
| V. Williams Temporadas         | V. Williams Temporadas        | 1996 | 1997 | 1998 | 1999 | 2000 | 2001 | 2002 | 2003 | 2004 | 2005 | 2006 | 2007  | 2008 | 2009 | 2010 | 2011 | 2012 | 2013 | 2014  |
| Sharápova Temporadas           | Sharápova Temporadas          | 2003 | 2004 | 2005 | 2006 | 2007 | 2008 | 2009 | 2010 | 2011 | 2012 | 2013 | 2014  | 2015 | 2016 | 2017 | 2018 | 2019 | 2020 | 2021  |
| ------------------------------ | ----------------------------- | ---- | ---- | ---- | ---- | ---- | ---- | ---- | ---- | ---- | ---- | ---- | ----- | ---- | ---- | ---- | ---- | ---- | ---- | ----- |
| Títulos de Grand Slam          | V. Williams                   | 0    | 0    | 0    | 0    | 2    | 4    | 4    | 4    | 4    | 5    | 5    | 6     | 7    | 7    | 7    | 7    | 7    | 7    | (7)   |
| Títulos de Grand Slam          | Sharápova                     | 0    | 1    | 1    | 2    | 2    | 3    | 3    | 3    | 3    | 4    | 4    | (4)   |      |      |      |      |      |      |       |
| Partidos ganados en Grand Slam | V. Williams                   | 0    | 7    | 24   | 39   | 57   | 76   | 98   | 113  | 123  | 139  | 145  | 159   | 176  | 188  | 204  | 210  | 212  | 215  | (215) |
| Partidos ganados en Grand Slam | Sharápova                     | 4    | 19   | 38   | 58   | 74   | 85   | 92   | 100  | 116  | 137  | 149  | (152) |      |      |      |      |      |      |       |
| Total de Títulos               | V. Williams                   | 0    | 0    | 3    | 9    | 15   | 21   | 28   | 29   | 31   | 33   | 33   | 36    | 39   | 41   | 43   | 43   | 44   | 44   | (45)  |
| Total de Títulos               | Sharápova                     | 2    | 7    | 10   | 15   | 16   | 19   | 20   | 22   | 24   | 27   | 29   | (29)  |      |      |      |      |      |      |       |
| Total de Partidos Ganados      | V. Williams                   | 10   | 38   | 91   | 152  | 193  | 239  | 301  | 327  | 371  | 408  | 421  | 471   | 511  | 549  | 587  | 595  | 619  | 635  | (645) |
| Total de Partidos Ganados      | Sharápova                     | 66   | 121  | 174  | 233  | 273  | 305  | 336  | 369  | 412  | 472  | 509  | (518) |      |      |      |      |      |      |       |
| Ranking a fin de año           | V. Williams                   | 216  | 22   | 5    | 3    | 3    | 3    | 2    | 11   | 9    | 10   | 46   | 8     | 6    | 6    | 5    | 102  | 24   | 47   | (31)  |
| Ranking a fin de año           | Sharápova                     | 32   | 4    | 4    | 2    | 5    | 9    | 14   | 18   | 4    | 2    | 4    | (7)   |      |      |      |      |      |      |       |
| Semanas en el Número 1         | V. Williams                   | 0    | 0    | 0    | 0    | 0    | 0    | 11   | 11   | 11   | 11   | 11   | 11    | 11   | 11   | 11   | 11   | 11   | 11   | (11)  |
| Semanas en el Número 1         | Sharápova                     | 0    | 0    | 7    | 7    | 14   | 17   | 17   | 17   | 17   | 21   | 21   | (21)  |      |      |      |      |      |      |       |

### Comparación de títulos por torneos jugados
Otra forma de ver la evolución de las carreras de las jugadoras, es comparando la cantidad de títulos ganados por torneos en los que compitieron cada una en las diferentes categorías, como son Grand Slam, WTA Tour Championships, Torneos WTA Premier Mandatory, Torneos WTA Premier 5 y Juegos Olímpicos.
| Títulos en Individuales # | Títulos en Individuales #       | 1  | 2  | 3  | 4  | 5  | 6  | 7  | 8 | 9 | 10 | 11 | 12 | 13 | 14 | 15 | 16 | 17 | 18 | 19 | 20 |
| ------------------------- | ------------------------------- | -- | -- | -- | -- | -- | -- | -- | - | - | -- | -- | -- | -- | -- | -- | -- | -- | -- | -- | -- |
| V. Williams               | Títulos de Grand Slam #         | 13 | 14 | 17 | 18 | 32 | 38 | 42 |   |   |    |    |    |    |    |    |    |    |    |    |    |
| Sharápova                 | Títulos de Grand Slam #         | 7  | 16 | 21 | 36 |    |    |    |   |   |    |    |    |    |    |    |    |    |    |    |    |
| V. Williams               | Títulos WTA Premier Mandatory # | 5  | 6  | 8  |    |    |    |    |   |   |    |    |    |    |    |    |    |    |    |    |    |
| Sharápova                 | Títulos WTA Premier Mandatory # | 8  | 23 |    |    |    |    |    |   |   |    |    |    |    |    |    |    |    |    |    |    |
| V. Williams               | Títulos WTA Championships #     | 3  |    |    |    |    |    |    |   |   |    |    |    |    |    |    |    |    |    |    |    |
| Sharápova                 | Títulos WTA Championships #     | 1  |    |    |    |    |    |    |   |   |    |    |    |    |    |    |    |    |    |    |    |
| V. Williams               | Juegos Olímpicos #              | 1  |    |    |    |    |    |    |   |   |    |    |    |    |    |    |    |    |    |    |    |
| Sharápova                 | Juegos Olímpicos #              |    |    |    |    |    |    |    |   |   |    |    |    |    |    |    |    |    |    |    |    |
| V. Williams               | Títulos WTA Premier 5 #         | 4  | 9  | 14 |    |    |    |    |   |   |    |    |    |    |    |    |    |    |    |    |    |
| Sharápova                 | Títulos WTA Premier 5 #         | 6  | 9  | 13 | 16 | 18 | 20 |    |   |   |    |    |    |    |    |    |    |    |    |    |    |

### Sharápova-V. Williams Títulos de Grand Slam
| Año  | Abierto de Australia | Roland Garros       | Wimbledon       | US Open             |
| ---- | -------------------- | ------------------- | --------------- | ------------------- |
| 2000 | Lindsay Davenport    | Mary Pierce         | Venus Williams  | Venus Williams      |
| 2001 | Jennifer Capriati    | Jennifer Capriati   | Venus Williams  | Venus Williams      |
| 2002 | Jennifer Capriati    | Serena Williams     | Serena Williams | Serena Williams     |
| 2003 | Serena Williams      | Justine Henin       | Serena Williams | Justine Henin       |
| 2004 | Justine Henin        | Anastasia Myskina   | María Sharápova | Svetlana Kuznetsova |
| 2005 | Serena Williams      | Justine Henin       | Venus Williams  | Kim Clijsters       |
| 2006 | Amelie Mauresmo      | Justine Henin       | Amelie Mauresmo | María Sharápova     |
| 2007 | Serena Williams      | Justine Henin       | Venus Williams  | Justine Henin       |
| 2008 | María Sharápova      | Ana Ivanovic        | Venus Williams  | Serena Williams     |
| 2009 | Serena Williams      | Svetlana Kuznetsova | Serena Williams | Kim Clijsters       |
| 2010 | Serena Williams      | Francesca Schiavone | Serena Williams | Kim Clijsters       |
| 2011 | Kim Clijsters        | Na Li               | Petra Kvitova   | Samantha Stosur     |
| 2012 | Victoria Azarenka    | María Sharápova     | Serena Williams | Serena Williams     |
| 2013 | Victoria Azarenka    | Serena Williams     | Marion Bartoli  | Serena Williams     |
| 2014 | Na Li                | María Sharápova     | Petra Kvitova   | Serena Williams     |

### Mejor resultado por Grand Slam "Combinado"
| Torneos               | 1997 | 1998 | 1999 | 2000 | 2001 | 2002 | 2003 | 2004 | 2005 | 2006 | 2007 | 2008 | 2009 | 2010 | 2011 | 2012 | 2013 | 2014 | TG   |
| --------------------- | ---- | ---- | ---- | ---- | ---- | ---- | ---- | ---- | ---- | ---- | ---- | ---- | ---- | ---- | ---- | ---- | ---- | ---- | ---- |
| Torneos de Grand Slam |      |      |      |      |      |      |      |      |      |      |      |      |      |      |      |      |      |      |      |
| Abierto de Australia  | A    | CF   | CF   | A    | SF   | CF   | F    | 3R   | SF   | SF   | F    | G    | 2R   | CF   | 4R   | F    | SF   | 4R   | 1/16 |
| Roland Garros         | 2R   | CF   | 4R   | CF   | 1R   | F    | 4R   | CF   | CF   | CF   | SF   | 4R   | CF   | 4R   | SF   | G    | F    |      | 1/17 |
| Wimbledon             | 1R   | CF   | CF   | G    | G    | F    | F    | G    | G    | SF   | G    | G    | F    | CF   | F    | 4R   | 2R   |      | 6/17 |
| US Open               | F    | SF   | SF   | G    | G    | F    | 2R   | 4R   | SF   | G    | SF   | CF   | 4R   | SF   | 3R   | SF   | 2R   |      | 3/17 |